# Adolfo Rodríguez Saá
Pour les articles homonymes, voir Adolfo Rodríguez (homonymie), Rodríguez et Saá.
 (août 2017).
Si vous disposez d'ouvrages ou d'articles de référence ou si vous connaissez des sites web de qualité traitant du thème abordé ici, merci de compléter l'article en donnant les références utiles à sa vérifiabilité et en les liant à la section « Notes et références ».
Adolfo Rodríguez Saá (né le 25 juillet 1947 à San Luis en Argentine), est un homme d'État argentin.

## Biographie
Il occupe le poste de gouverneur de la province de San Luis durant 18 ans (1983-2001). En 2001, après la démission de Fernando de la Rúa, l'Assemblée législative, convoquée par le sénateur Ramón Puerta — en exercice du pouvoir exécutif — l'élit président de la Nation à titre provisoire pour trois mois. Sa première mesure est de convoquer une présidentielle pour le 3 mars 2002.
Son gouvernement ne dure que 7 jours, avant qu'il ne démissionne. Durant ce court laps de temps, il résolut la suspension de paiements de la dette extérieure avec les créanciers privés et annonça la mise en circulation d'une nouvelle monnaie, l’argentino, qui devait être basée sur une fédération de monnaies émises par les gouvernements provinciaux. Celle-ci ne vit jamais le jour.
Étant donné l'opposition à ses politiques, il décide de démissionner, transférant de ce fait automatiquement l'exercice du pouvoir exécutif au président de la Chambre des députés, Eduardo Camaño, qui — en accord avec la loi 20.972 — convoque l'Assemblée législative qui élit Eduardo Duhalde comme nouveau président.
En 2003 il se présente comme candidat à la présidence, rivalisant avec le candidat officiel du Parti justicialiste, Néstor Kirchner, et obtient 14,3 % des votes, se positionnant à la cinquième place. Il participe ensuite avec son frère à la fondation du Frente Justicia, Unión y Libertad (FREJULI), opposé au kirchnérisme du Front pour la victoire, et qui prétend réunir les péronistes authentiques (de droite).